# 키르 로열

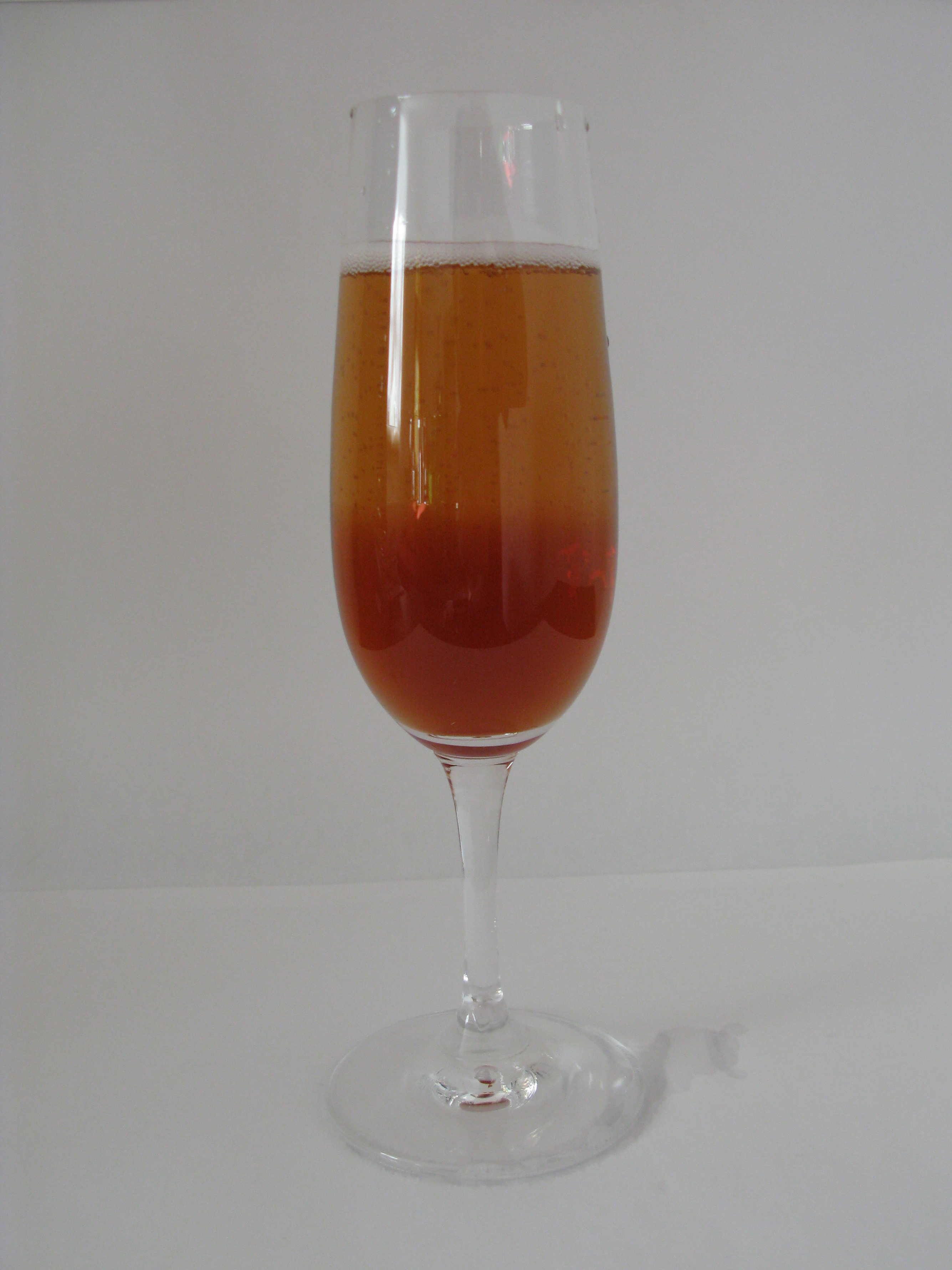
키르 로열

키르 로열(Kir Royal)은 칵테일의 일종으로, 화이트 와인 대신 샴페인으로 만든다는 점을 제외하면 키르와 동일하다. 식전주(아페리티프, Apéritifs)로서 플루트형 글라스를 사용하여 마신다. 국제바텐더협회(IBA, International Bartenders Association)가 지정한 공식 칵테일이다.